# Шелонская битва
Шело́нская битва — генеральное сражение московско-новгородской войны 1471 года. Битва произошла 14 июля 1471 на левом берегу реки Шелони (в районе деревень Скирино / Велебицы Солецкого района Новгородской области) между московскими войсками во главе с воеводой Даниилом Холмским и новгородским войском под командованием сына Марфы Посадницы Дмитрия Борецкого. 
В результате битвы Новгород потерпел тяжёлое поражение, были уничтожены его лучшие воины, что предопределило окончательное поражение Новгородской республики и подчинение её Москве в ходе следующей московско-новгородской войны 1477—1478 годов.

## Предыстория
Во второй половине XV века Московское княжество усилило давление на Новгородскую республику. Там образовалась группа бояр во главе с Марфой Борецкой, выступивших за союз с Великим княжеством Литовским, которое обещало помощь в борьбе против притязаний Московского великого князя. После смерти авторитетного архиепископа Ионы, главы новгородского боярского правительства, в город прибыл на княжение посланный польским королём и литовским князем Казимиром IV князь Михаил Олелькович. Затем новгородцы отправили своего кандидата на пост архиепископа на поставление в сан не к московскому митрополиту, а к киевскому православному митрополиту, находившемуся в Великом княжестве Литовском. Одновременно они начали вести переговоры с Казимиром IV о поддержке на случай войны с Иваном III. Эти шаги вызвали возмущение народных масс («Земстие люди того не хотяху», — отмечает летописец). Не было единства и среди бояр. Следствием стало ослабление военной мощи Новгорода.
Иван III пытался повлиять на Новгород дипломатическим путём через представителей церкви. Митрополит упрекал новгородцев в предательстве и требовал отказаться от «латинского государства», но вмешательство церкви только усилило разногласия и политическую борьбу в Новгороде. Действия новгородцев были расценены в Москве как «измена православию». Несмотря на то, что Михаил Олелькович в марте 1471 года покинул Новгород и уехал в Киев, Иван III принял решение организовать общерусский «крестовый поход» на Новгород. Религиозная окраска этого похода должна была сплотить всех его участников и заставить всех князей прислать свои войска на «святое дело». Со стороны московского князя проводилась широкая антиновгородская пропаганда, рассылались «размётные грамоты». По словам проф. Р. Г. Скрынникова, «в глазах московских книжников только монархические порядки были естественными и законными, тогда как вечевая демократия представлялась дьявольской прелестью. Решение Новгорода отстаивать свою независимость любой ценой они постарались изобразить как заговор бояр Борецких, нанявших „шильников“ и привлекших на свою сторону чернь. Само вече, под пером московского писателя, превратилось в беззаконное скопище „злых смердов“ и „безыменитых мужиков“».

## Сражение

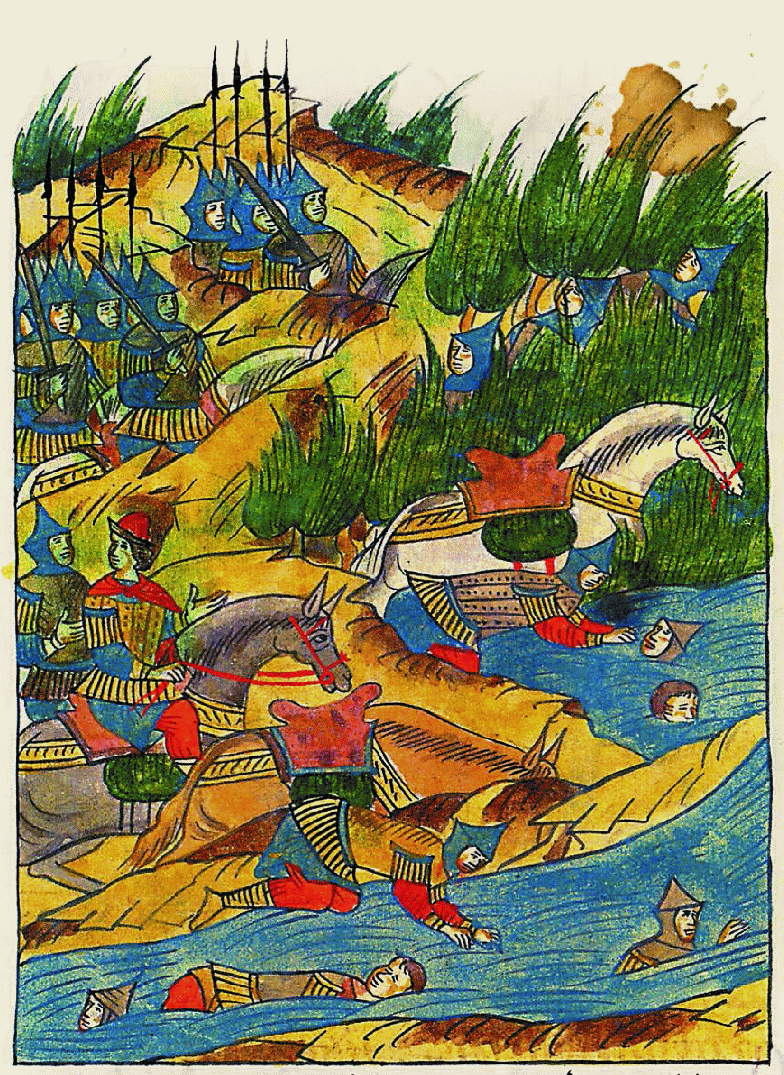
Лицевой летописный свод: "Бежали они долго, уже и кони их утомились, и стали бросаться с коней своих в воду, в болота, и в леса".

Дипломатические усилия Новгорода по заключению союза с Казимиром не привели к успеху. Быстрое наступление московских войск помешало новгородцам завершить переговоры. Договор не был утверждён королём, занятым в это время борьбой за чешский престол, и Литва уклонилась от войны с Москвой. К московским войскам присоединились полки союзного Великого княжества Тверского, Пскова, а также правитель Касимовского ханства Данияр с дружиной. С задержкой новгородцам удалось организовать Новгородское ополчение, во главе которого встали Василий Казимир и Дмитрий Борецкий, сын Марфы. Несмотря на численное превосходство новгородского войска, москвичам удалось одержать решительную победу. Как следует из новгородских источников, поначалу новгородцам удалось использовать свой численный перевес. Но тут на новгородскую пехоту обрушилась татарская конница, которая в этом походе была основной ударной силой Ивана III. Дмитрий Борецкий был взят в плен и казнён, многие представители новгородской знати подверглись жестоким репрессиям. По словам летописи, «обретеся нятцов (пленников) 1000 и 700 человек».
Исследователь военной истории средневековой Руси Ю. Г. Алексеев считает указанную в Московском летописном своде 1479 года численность новгородских войск в 40 000 человек явным преувеличением, справедливо указывая, что даже в 1545 году, согласно разрядному и разметному спискам, во всём Великом Новгороде числилось около 5 000 дворов. Заявленную же там численность великокняжеской рати в 5 000 воинов он, наоборот, считает заниженной, допуская, что всего в июне 1471 года против новгородцев могло быть выставлено Москвой не менее 12 000 человек. В то же время, он доверяет официальному летописцу в отношении состава новгородского войска, представленного в основном непривычными к военному делу ополченцами-посадскими, торговцами и ремесленниками.
Подвергает сомнению Ю. Г. Алексеев и выдвинутую ещё новгородскими летописцами и растиражированную дореволюционными историками версию о решающей роли в сражении татарских отрядов, отмечая, что, по данным Московской летописи, в войсках князя Данилы Холмского и Фёдора Давыдовича вообще не было татар, шедших во втором эшелоне с князем Иваном Стригой Оболенским. Основными же причинами победы москвичей он справедливо называет триумф стратегии и тактики великокняжеских воевод, выработанных в ходе войн на южных рубежах.
Поражение при Шелони сделало неизбежным конец независимости Новгородской земли и конец Новгородской республики. После окончания войны был заключён Коростынский мир между Иваном III и Новгородом Великим и бояре присягнули на верность Москве. После Московско-новгородской войны 1478 года Новгород вошёл в состав Великого княжества Московского.

## Археологические исследования
В 1862 году известный историк Н. И. Костомаров, находясь в поездке с археографическими целями, на берегу притока Шелони — почти пересохшей к тому времени речки Драни (ныне ручей Дряно) — обнаружил и поверхностно обследовал предположительную братскую могилу воинов Великого Новгорода, погибших в Шелонской битве, позже, в XX столетии полностью утраченную. В своей «Автобиграфии» он рассказывает об этом следующее:

«Мы ехали вдоль реки Шелони, отыскивая место, где происходила роковая Шелонская битва, погубившая республиканскую свободу Великого Новгорода. В руках у нас была летопись. Присматриваясь к местности, мы делали соображения, обращались с разными вопросами к жителям, но не так легко могли достичь желаемого... Проехавши несколько верст, на песчаном берегу, поросшем кустарниками, мы нашли большой, довольно высокий холм, и когда стали зонтиками копать на нем землю, то увидали, что весь этот холм состоит из человеческих костей. Тут текла почти высохшая речка Дрань, впадающая в Шелонь. Я сообразил, что этот могильный холм есть место погребения новгородцев, разбитых на берегу Шелони несколько выше этого места и бежавших до реки Драни, где в другой раз бегущим нанесено было окончательное поражение. Взявши на память два черепа, мы поехали далее и прибыли к часовне, под которою была могила павших в бою воинов; ежегодно совершается над ними панихида. Здесь, вероятно, погребены были московские воины, бившиеся против Новгорода; их похоронили с честью и построили над ними часовню, а трупы бедных новгородцев сложили грудою на берегу Драни и только присыпали песком... Возвращаясь назад, мы, осматривая русло Шелони с обоими ее берегами, пришли к тому заключению, что переход московских войск через Шелонь произошел немного ниже местности, на которой ныне лежит посад Сольцы, и новгородцы, сбитые с позиции на берегу реки, бежали, преследуемые москвичами, до роковой для них реки Драни, где и лежат их кости, прикрытые песком, развеваемым ветрами….»

## Памятник
На окраине села Скирино установлен памятный крест (координаты: 58.150021 с. ш., 30.451570 в. д.), на котором прикреплены две таблички.
Надпись на первой: «Помяни, Господи, души усопших рабов Твоих, положивших живот свой на поле брани за Веру и Отечество, и прими их в Небесный чертог Свой. Аминь.»
Надпись на второй: «Поле Шелонской битвы 14 (27) июля 1471 г., где созидательные силы России победили гибельный раздор междоусобий. Трудами Великого князя Московского Ивана III был открыт путь к созиданию единого централизованного Русского государства. Вечная память и вечная слава нашим великим предкам!»
В селе Велебицы, в нескольких метрах от церкви Апостола евангелиста Иоанна Богослова 27 июля 2001 года в память Шелонской битвы установлен другой, шестиметровый дубовый крест. На памятной доске, положенной в его основании, начертано: «Жертвам Российских лихолетий — вечная память. Создателям Единой России — вечная благодарность потомков».

## В культуре
Битва на Шелони описывается в романе Дмитрия Балашова «Марфа-посадница» (1972 год).